# 包斯卡

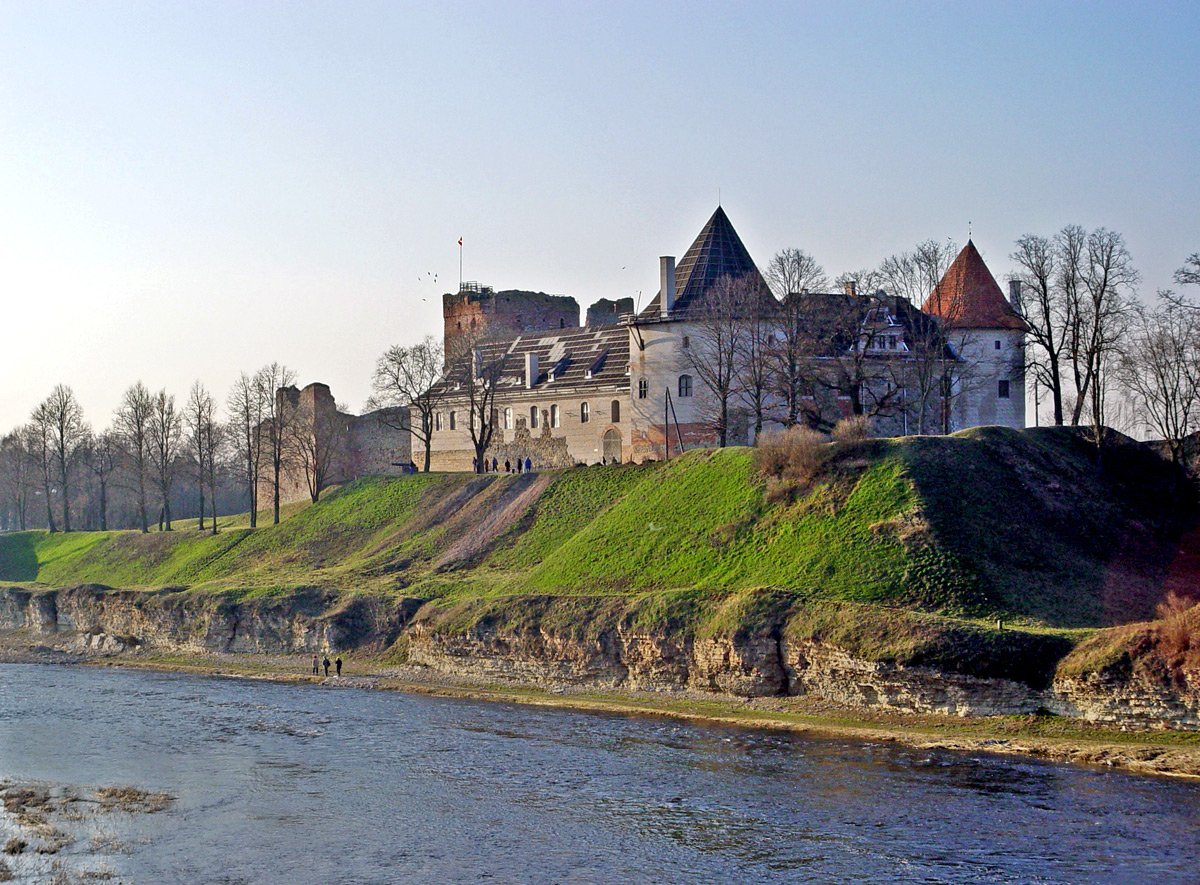
包斯卡城堡

包斯卡是拉脫維亞包斯卡市鎮内的城鎮及其行政中心，位於穆沙河和內穆內利斯河的匯流點，距離首都里加66公里，毗鄰與立陶宛接壤的邊境，始建於1443年，面積6.1平方公里，2011年人口9,972。

## 外部連結
- 包斯卡市镇官方网站 （页面存档备份，存于） （拉脱维亚文） （俄文） （立陶宛文） （英文）
- 包斯卡地图 （页面存档备份，存于）